# Eurovision Song Contest 2013
La cinquantottesima edizione dell'Eurovision Song Contest si è svolta il 14, 16 e 18 maggio 2013 presso la Malmö Arena di Malmö, in Svezia. A vincere è stata la Danimarca con il brano Only Teardrops di Emmelie de Forest, totalizzando 281 punti.
Il concorso si è articolato in due semifinali e una finale presentate da Petra Mede.
Questa edizione ha visto il ritorno dell'Armenia, assente nella precedente edizione a causa dei rapporti tesi con il paese ospitante e il ritiro di Bosnia ed Erzegovina, Portogallo, Slovacchia e Turchia.

## Organizzazione
Le date, annunciate durante la 57ª edizione della kermesse, sono state quelle del 14, 16, 18 maggio 2013.
Lo slogan di questa edizione è stato We Are One, e il logo scelto è stato una farfalla multicolore.
L'organizzazione dell'evento è affidata a Martin Österdahl, già organizzatore del Melodifestivalen. L'evento è sponsorizzato da Schwarzkopf e Telia.

### Scelta della sede

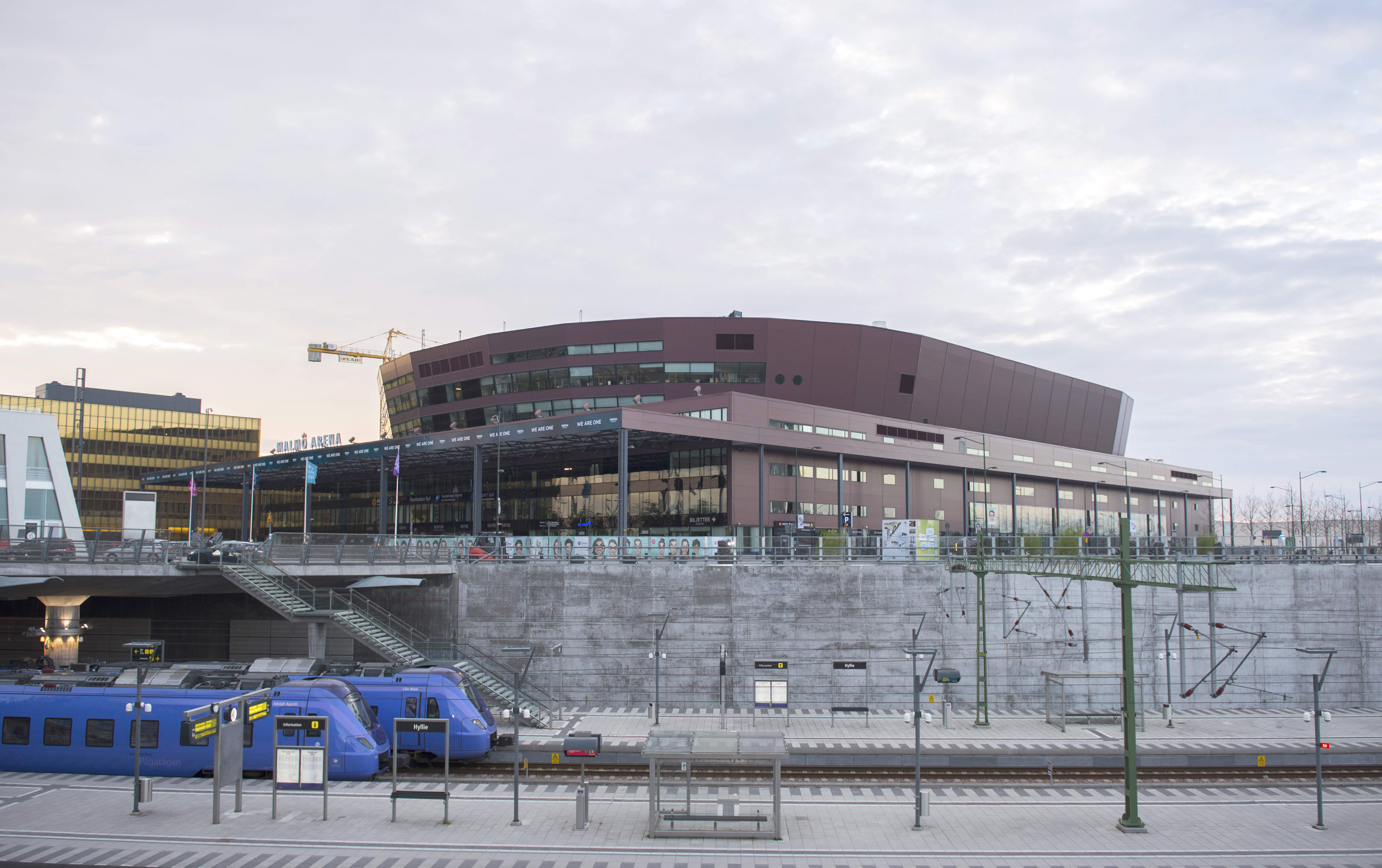
La Malmö Arena, sede della 58ª edizione dell'Eurovision Song Contest

In seguito alla vittoria della Svezia all'Eurovision Song Contest 2012, con il brano Euphoria di Loreen, il paese scandinavo si rese disponibile ad ospitare e organizzare l'edizione successiva della manifestazione musicale. La Svezia aveva già ospitato l'Eurovision Song Contest in quattro occasioni: nel 1975, nel 1985, nel 1992 e nel 2000. All'indomani della vittoria l'amministratrice delegata di Sveriges Television (SVT), Eva Hamilton, rivelò che le possibili sedi sarebbero potute essere Göteborg, con il suo Scandinavium (già sede dell'edizione 1985), Malmö, con la sua Malmö Arena, o Stoccolma con la sua Friends Arena, situata nel vicino comune di Solna.
Secondo il quotidiano svedese Expressen SVT aveva preso in considerazione l'ipotesi di ospitare le due semifinali a Göteborg e Malmö mentre la finale si sarebbe tenuta a Stoccolma, la capitale del paese, anche se questa ipotesi fu successivamente smentita dalla stessa produzione.
Dopo il ritiro di Göteborg, annunciato il 12 giugno 2012 e dovuto principalmente all'indisponibilità della sede proposta oltre che alla coincidenza con altri eventi previsti in città, l'emittente dovette scegliere tra Stoccolma e Malmö, premiando quest'ultima.
| Città     | Sede          | Capacità | Note                                                                        |
| --------- | ------------- | -------- | --------------------------------------------------------------------------- |
| Malmö     | Malmö Arena   | 15 400   | Ha ospitato più volte una semifinale del Melodifestival                     |
| Göteborg  | Scandinavium  | 14 000   | In coppia con lo Svenska Mässan; già sede dell'Eurovision Song Contest 1985 |
| Stoccolma | Friends Arena | 67 500   | Ha ospitato la finale del Melodifestival 2013                               |

### Sistema di voto
Nel sistema di voto, televoto e giuria hanno un pari peso nell'assegnare i punti. Rispetto alle precedenti edizioni, le due classifiche non sono state unite limitatamente alle rispettive dieci migliori posizioni ma nella totalità dei brani in gara, esprimendo una votazione così per ogni brano in gara. Dalla sommatoria di tutti i punti si è ottenuta la classifica totale e le prime 10 posizioni riceveranno il canonico punteggio da 12 ad 1.

## Stati partecipanti
Stati partecipanti
     Stati che hanno partecipato in precedenza ma non nel 2013
     Stati che non si sono qualificati alla finale

Stati partecipanti
Stati che hanno partecipato in precedenza ma non nel 2013
Stati che non si sono qualificati alla finale

Il 21 dicembre 2012 è stata ufficializzata la lista definitiva degli Stati partecipanti a questa edizione, che ne prevedeva 39;
| Stato                  | Artista                               | Brano                  | Lingua           | Processo di selezione | Note |
| ---------------------- | ------------------------------------- | ---------------------- | ---------------- | --- | --- |
| Albania                | Adrian Lulgjuraj & Bledar Sejko       | Identitet              | Albanese         | Festivali i Këngës 2012, 22 dicembre 2012                                                                                                 | Il brano in gara è una versione modificata rispetto a quello che ha vinto la selezione nazionale. |
| Armenia                | Dorians                               | Lonely Planet          | Inglese          | Interno; gruppo annunciato il 22 gennaio 2013, finale nazionale per il brano il 2 marzo 2013                                              | |
| Austria                | Natália Kelly                         | Shine                  | Inglese          | Österreich rockt den Song Contest, 15 febbraio 2013                                                                                       | |
| Azerbaigian            | Fərid Məmmədov                        | Hold Me                | Inglese          | Milli Seçim Turu 2013, 14 marzo 2013 | |
| Belgio                 | Roberto Bellarosa                     | Love Kills             | Inglese          | Interno; cantante annunciato il 16 novembre 2012, Eurovision 2013: À vous de choisir la chanson! per il brano, 16 dicembre 2013           | Il brano in gara è una versione modificata rispetto a quello che ha vinto la selezione nazionale. |
| Bielorussia            | Alena Lanskaja                        | Solayoh                | Inglese          | Eurofest 2013 per l'artista, 7 dicembre 2012; interno per il brano, presentato il 7 marzo 2013                                            | La selezione nazionale è stata vinta con l'inedito Rhythm of Love. |
| Bulgaria               | Elica Todorova & Stojan Jankulov      | Samo šampioni          | Bulgaro          | Interno; gruppo annunciato il 10 febbraio 2013, brano presentato l'11 marzo 2013                                                          | In precedenza, tramite una selezione nazionale, tenutasi il 3 marzo 2013, era stato scelto il brano Kismet, quest'ultimo ritirato il successivo 11 marzo da parte dei compositori del brano.                                                                                          |
| Cipro                  | Despoina Olympiou                     | An me thimasai         | Greco            | Interno; cantate annunciata il 1º febbraio 2013, brano presentato il 14 febbraio 2013                                                     | |
| Croazia                | Klapa s mora                          | Mižerja                | Croato           | Selezione interna fra brani inviati dagli aspiranti rappresentanti; brano annunciato il 15 gennaio 2013, e presentato il 27 febbraio 2013 | |
| Danimarca              | Emmelie de Forest                     | Only Teardrops         | Inglese          | Dansk Melodi Grand Prix 2013, 26 gennaio 2013                                                                                             | |
| Estonia                | Birgit Õigemeel                       | Et uus saaks alguse    | Estone           | Eesti Laul 2013, 2 marzo 2013 | |
| Finlandia              | Krista Siegfrids                      | Marry Me               | Inglese          | Uuden Musiikin Kilpailu 2013, 9 febbraio 2013                                                                                             | |
| Francia                | Amandine Bourgeois                    | L'enfer et moi         | Francese         | Interno; cantante e brano annunciati il 22 gennaio 2013                                                                                   | |
| Georgia                | Nodi Tatishvili & Sophie Gelovani     | Waterfall              | Inglese          | Interno; cantanti annunciati il 31 dicembre 2012, brano annunciato il 5 febbraio 2013                                                     | |
| Germania               | Cascada                               | Glorious               | Inglese          | Unser Song für Malmö, 14 febbraio 2013 | |
| Grecia                 | Koza Mostra feat. Agathōnas Iakovidīs | Alcohol Is Free        | Greco            | Eurosong 2013 – a MAD show, 18 febbraio 2013                                                                                              | Il titolo del brano è in inglese. |
| Irlanda                | Ryan Dolan                            | Only Love Survives     | Inglese          | Late Late Show, 22 febbraio 2013 | |
| Islanda                | Eythor Ingi                           | Ég á líf               | Islandese        | Söngvakeppni 2013, 2 febbraio 2013 | |
| Italia                 | Marco Mengoni                         | L'essenziale           | Italiano         | Festival di Sanremo 2013 per la scelta dell'artista, 16 febbraio 2013; interno per il brano, annunciato il 18 marzo 2013                  | |
| Israele                | Moran Mazor                           | Rak bishvilo           | Ebraico          | Kdam Eurovision 2013, 7 marzo 2013 | |
| Lettonia               | PeR                                   | Here We Go             | Inglese          | Dziesma 2013, 16 febbraio 2013 | |
| Lituania               | Andrius Pojavis                       | Something              | Inglese          | Eurovizijos 2013, 20 dicembre 2012 | |
| Macedonia              | Esma Redžepova & Vlatko Lozanoski     | Pred da se razdeni     | Macedone, romaní | Interno; cantanti annunciati il 29 dicembre 2012; brano presentato il 15 marzo 2013                                                       | Precedentemente era stato proposto il brano Imperija. Precedentemente era stato annunciato l'aggiunta di alcune strofe in inglese, oltre alle già citate macedoni e romaní; il cambio di lingua oltre la scadenza avrebbe comportato una penale pari al 10% della quota d'iscrizione. |
| Malta                  | Gianluca Bezzina                      | Tomorrow               | Inglese          | Malta Eurovision Song Contest 2013, 2 febbraio 2013                                                                                       | Il brano in concorso è una versione modificata rispetto a quella che ha vinto la selezione nazionale. |
| Moldavia               | Aliona Moon                           | O mie                  | Rumeno           | O melodie pentru Europa 2013, 16 marzo 2013                                                                                               | La selezione nazionale è stata vinta con A Million, la versione in inglese del brano. |
| Montenegro             | Who See feat. Nina Žižić              | Igranka                | Montenegrino     | Interna; gruppo annunciato il 21 dicembre 2012, brano presentato il 14 marzo 2013                                                         | |
| Norvegia               | Margaret Berger                       | I Feed You My Love     | Inglese          | Melodi Grand Prix 2013, 9 febbraio 2013                                                                                                   | |
| Paesi Bassi            | Anouk                                 | Birds                  | Inglese          | Interno; cantante annunciata il 17 ottobre 2013; brano annunciato il 22 febbraio 2013, e presentato l'11 marzo 2013                       | |
| Regno Unito            | Bonnie Tyler                          | Believe in Me          | Inglese          | Interno, cantante e brano annunciati il 7 marzo 2013                                                                                      | |
| Romania                | Cezar                                 | It's My Life           | Inglese          | Selecția Națională 2013, 9 marzo 2013 | |
| Russia                 | Dina Garipova                         | What If                | Inglese          | Interno; cantante annunciata il 19 febbraio 2013, brano presentato il 24 febbraio 2013                                                    | |
| San Marino             | Valentina Monetta                     | Crisalide (Vola)       | Italiano         | Interno; cantante e brano annunciati il 30 gennaio 2013                                                                                   | |
| Serbia                 | Moje 3                                | Ljubav je svuda        | Serbo            | Beosong 2013, 3 marzo 2013 | Il brano è una versione modificata rispetto a quella che ha vinto la selezione nazionale. |
| Slovenia               | Hannah Mancini                        | Straight Into Love     | Inglese          | Interno; cantante annunciato il 1º febbraio 2013, brano annunciato il 14 febbraio 2013                                                    | |
| Spagna                 | El Sueño de Morfeo                    | Contigo hasta el final | Spagnolo         | Interno; gruppo annunciato il 17 dicembre 2012, Destino Eurovisión per il brano, 26 febbraio 2013                                         | |
| Svezia (organizzatore) | Robin Stjernberg                      | You                    | Inglese          | Melodifestivalen 2013, 9 marzo 2013 | |
| Svizzera               | Takasa                                | You and Me             | Inglese          | Die Große Entscheidungsshow 2013, 15 dicembre 2012                                                                                        | A seguito della richiesta dell'UER, il gruppo ha cambiato nome (l'originale era Heilsarmee) con lo scopo di rimuovere ogni riferimento all'Esercito della Salvezza. |
| Ucraina                | Zlata Ohnjevič                        | Gravity                | Inglese          | Jevrobačennja 2013, 23 dicembre 2012 | Il brano in gara è una versione modificata rispetto a quello che ha vinto la selezione nazionale. |
| Ungheria               | ByeAlex                               | Kedvesem               | Ungherese        | A Dal 2013, 2 marzo 2013 | |

## Verso l'evento

### Eurovision in Concert 2013
La quinta edizione dell'evento che anticipa l'ESC, si è tenuta il 13 aprile 2013 presso la sala da concerti Melkweg di Amsterdam, condotta da Marlayne Sahupala (Rappresentante dei Paesi Bassi all'Eurovision Song Contest 1999) e Linda Wagenmakers (Rappresentante dei Paesi Bassi all'Eurovision Song Contest 2000); Vi hanno partecipato:
- Albania
- Austria
- Bielorussia
- Belgio
- Bulgaria
- Croazia
- Estonia
- Finlandia
- Francia
- Georgia
- Grecia
- Irlanda
- Israele
- Italia
- Lituania
- Macedonia
- Malta
- Moldavia
- Romania
- Russia
- San Marino
- Serbia
- Slovenia
- Svizzera
- Ucraina

Ha partecipato inoltre Carola (Vincitrice dell'Eurovision Song Contest 1991, e rappresentante della Svezia all'Eurovision Song Contest 1983 e 2006)

### London Eurovision Party 2013
La dodicesima edizione dell'evento si è tenuta il 21 aprile 2013 al Shadow Lounge, nel quartiere di Soho, condotta da Nicki French (Rappresentante del Regno Unito all'Eurovision Song Contest 2000); vi hanno partecipato:
- Austria
- Danimarca
- Finlandia
- Grecia
- Lettonia
- Malta
- Romania
- San Marino
- Ucraina

Vi hanno partecipato inoltre Nigar Camal (vincitrice dell'Eurovision Song Contest 2011, insieme a Eldar Qasımov), John Allison (Rappresentante del Regno Unito all'Eurovision Song Contest 1961, come parte del duo The Allisons) e Sarbel (Rappresentante della Grecia all'Eurovision Song Contest 2007)

## L'evento

### Semifinali
Digame ha la composizione delle urne nelle quali sono stati divisi gli Stati partecipanti, determinate in base allo storico delle votazioni
La loro composizione è stata:
| Urna 1                                                           | Urna 2                                                          | Urna 3                                                             | Urna 4                                                     | Urna 5                                                            |
| ---------------------------------------------------------------- | --------------------------------------------------------------- | ------------------------------------------------------------------ | ---------------------------------------------------------- | ----------------------------------------------------------------- |
| - Albania - Croazia - Macedonia - Montenegro - Serbia - Svizzera | - Estonia - Finlandia - Islanda - Irlanda - Lettonia - Lituania | - Armenia - Azerbaigian - Bielorussia - Georgia - Russia - Ucraina | - Bulgaria - Belgio - Cipro - Grecia - Malta - Paesi Bassi | - Austria - Ungheria - Moldavia - Romania - San Marino - Slovenia |

Il 17 gennaio 2013 si è svolto il sorteggio per determinare in quale metà della semifinale si esibiranno gli stati sorteggiati e la semifinale in cui avranno il diritto di voto gli Stati già qualificati alla finale. Nel sorteggio è stato, inoltre, esplicitato che la prima semifinale sarà composta da 16 Stati e la seconda da 17, e che l'ordine di esibizione esatto verrà stabilito dalla produzione del programma e approvata dal supervisore UER e dal Gruppo di Controllo. In base all'esito del sorteggio, le semifinali sono state quindi così composte.

Paesi partecipanti alla prima semifinale
Paesi con diritto di voto nella prima semifinale
Paesi partecipanti alla seconda semifinale
Paesi con diritto di voto alla seconda semifinale

     Paesi partecipanti alla prima semifinale
     Paesi con diritto di voto nella prima semifinale
     Paesi partecipanti alla seconda semifinale
     Paesi con diritto di voto alla seconda semifinale
| 1ª semifinale 14 maggio 2013                                          | 1ª semifinale 14 maggio 2013                                         | 2ª semifinale 16 maggio 2013                                               | 2ª semifinale 16 maggio 2013                                              |
| --------------------------------------------------------------------- | -------------------------------------------------------------------- | -------------------------------------------------------------------------- | ------------------------------------------------------------------------- |
| Danimarca Croazia Ucraina Paesi Bassi Austria Slovenia Estonia Russia | Lituania Serbia Irlanda Bielorussia Cipro Montenegro Belgio Moldavia | Lettonia Azerbaigian Malta Islanda San Marino Macedonia Finlandia Bulgaria | Israele Norvegia Albania Ungheria Svizzera Georgia Grecia Armenia Romania |
| Con diritto di voto: Italia Regno Unito Svezia                        | Con diritto di voto: Italia Regno Unito Svezia                       | Con diritto di voto: Francia Germania Spagna                               | Con diritto di voto: Francia Germania Spagna                              |

#### Prima semifinale
La prima semifinale si è tenuta il 14 maggio 2013 alle 21:00, CEST; Vi hanno partecipato 16 stati, e hanno votato anche Italia, Regno Unito e Svezia.
| N° | Stato       | Cantante                 | Canzone             | Punti | Posizione |
| -- | ----------- | ------------------------ | ------------------- | ----- | --------- |
| 01 | Austria     | Natália Kelly            | Shine               | 27    | 14        |
| 02 | Estonia     | Birgit Õigemeel          | Et uus saaks alguse | 52    | 10        |
| 03 | Slovenia    | Hannah Mancini           | Straight Into Love  | 8     | 16        |
| 04 | Croazia     | Klapa s mora             | Mižerja             | 38    | 13        |
| 05 | Danimarca   | Emmelie de Forest        | Only Teardrops      | 167   | 1         |
| 06 | Russia      | Dina Garipova            | What If             | 156   | 2         |
| 07 | Ucraina     | Zlata Ohnjevič           | Gravity             | 140   | 3         |
| 08 | Paesi Bassi | Anouk                    | Birds               | 75    | 6         |
| 09 | Montenegro  | Who See feat. Nina Žižić | Igranka             | 41    | 12        |
| 10 | Lituania    | Andrius Pojavis          | Something           | 53    | 9         |
| 11 | Bielorussia | Alena Lanskaja           | Solayoh             | 64    | 7         |
| 12 | Moldavia    | Aliona Moon              | O mie               | 95    | 4         |
| 13 | Irlanda     | Ryan Dolan               | Only Love Survives  | 54    | 8         |
| 14 | Cipro       | Despoina Olympiou        | An me thimasai      | 11    | 15        |
| 15 | Belgio      | Roberto Bellarosa        | Love Kills          | 75    | 5         |
| 16 | Serbia      | Moje 3                   | Ljubav je svuda     | 46    | 11        |

| Pos. | Televoto    | Rank  | Giuria      | Rank  |
| ---- | ----------- | ----- | ----------- | ----- |
| 1    | Danimarca   | 3.33  | Danimarca   | 3.58  |
| 2    | Russia      | 3.89  | Russia      | 3.74  |
| 3    | Ucraina     | 3.94  | Moldavia    | 4.32  |
| 4    | Montenegro  | 7.33  | Ucraina     | 5.16  |
| 5    | Lituania    | 7.44  | Austria     | 6.32  |
| 6    | Irlanda     | 7.61  | Paesi Bassi | 6.42  |
| 7    | Belgio      | 7.72  | Belgio      | 6.63  |
| 8    | Bielorussia | 7.83  | Estonia     | 7.47  |
| 9    | Paesi Bassi | 7.94  | Bielorussia | 8.26  |
| 10   | Croazia     | 8.00  | Irlanda     | 9.26  |
| 11   | Moldavia    | 8.28  | Lituania    | 9.37  |
| 12   | Serbia      | 8.39  | Cipro       | 9.47  |
| 13   | Estonia     | 10.06 | Croazia     | 9.95  |
| 14   | Cipro       | 12.00 | Montenegro  | 10.16 |
| 15   | Austria     | 12.33 | Serbia      | 10.95 |
| 16   | Slovenia    | 13.17 | Slovenia    | 11.47 |

12 punti
| N. | A           | Da                                                                   |
| -- | ----------- | -------------------------------------------------------------------- |
| 7  | Danimarca   | Austria, Croazia, Estonia, Irlanda, Paesi Bassi, Svezia, Regno Unito |
| 7  | Ucraina     | Bielorussia, Cipro, Italia, Lituania, Moldavia, Montenegro, Slovenia |
| 1  | Belgio      | Paesi Bassi                                                          |
| 1  | Bielorussia | Ucraina                                                              |
| 1  | Moldavia    | Russia                                                               |
| 1  | Montenegro  | Serbia                                                               |
| 1  | Paesi Bassi | Belgio                                                               |
| 1  | Russia      | Danimarca                                                            |

#### Seconda semifinale
La seconda semifinale si è tenuta il 16 maggio 2013 alle 21:00, CET: Vi hanno partecipato 17 Stati, e hanno votato anche Francia, Germania e Spagna.
Dalle votazioni di questa semifinale è stato scartato il voto di una giuria di uno Stato.
| N° | Stato       | Cantante                              | Canzone                                          | Punti | Posizione |
| -- | ----------- | ------------------------------------- | ------------------------------------------------ | ----- | --------- |
| 01 | Lettonia    | PeR                                   | Here We Go                                       | 13    | 17        |
| 02 | San Marino  | Valentina Monetta                     | Crisalide (Vola)                                 | 47    | 11        |
| 03 | Macedonia   | Esma Redžepova & Vlatko Lozanoski     | Pred da se razdeni (If I Could Change the World) | 28    | 16        |
| 04 | Azerbaigian | Fərid Məmmədov                        | Hold Me                                          | 139   | 1         |
| 05 | Finlandia   | Krista Siegfrids                      | Marry Me                                         | 64    | 9         |
| 06 | Malta       | Gianluca Bezzina                      | Tomorrow                                         | 118   | 4         |
| 07 | Bulgaria    | Elica Todorova & Stojan Jankulov      | Samo šampioni                                    | 45    | 12        |
| 08 | Islanda     | Eythor Ingi                           | Ég á líf                                         | 72    | 6         |
| 09 | Grecia      | Koza Mostra feat. Agathōnas Iakovidīs | Alcohol Is Free                                  | 121   | 2         |
| 10 | Israele     | Moran Mazor                           | Rak bishvilo                                     | 40    | 14        |
| 11 | Armenia     | Dorians                               | Lonely Planet                                    | 69    | 7         |
| 12 | Ungheria    | ByeAlex                               | Kedvesem                                         | 66    | 8         |
| 13 | Norvegia    | Margaret Berger                       | I Feed You My Love                               | 120   | 3         |
| 14 | Albania     | Adrian Lulgjuraj & Bledar Sejko       | Identitet                                        | 31    | 15        |
| 15 | Georgia     | Nodi Tatishvili & Sophie Gelovani     | Waterfall                                        | 63    | 10        |
| 16 | Svizzera    | Takasa                                | You and Me                                       | 41    | 13        |
| 17 | Romania     | Cezar                                 | It's My Life                                     | 83    | 5         |

| Pos. | Televoto    | Rank  | Giuria      | Rank  |
| ---- | ----------- | ----- | ----------- | ----- |
| 1    | Romania     | 4.78  | Malta       | 3.40  |
| 2    | Grecia      | 5.00  | Azerbaigian | 4.60  |
| 3    | Azerbaigian | 5.28  | Grecia      | 5.55  |
| 4    | Norvegia    | 5.50  | Norvegia    | 5.80  |
| 5    | Svizzera    | 7.00  | Georgia     | 6.05  |
| 6    | Bulgaria    | 7.44  | Finlandia   | 7.05  |
| 7    | Malta       | 7.78  | Armenia     | 7.15  |
| 8    | Ungheria    | 8.39  | Islanda     | 7.40  |
| 9    | Islanda     | 8.61  | Israele     | 7.95  |
| 10   | Finlandia   | 8.89  | San Marino  | 8.40  |
| 11   | Armenia     | 9.44  | Ungheria    | 8.55  |
| 12   | San Marino  | 9.47  | Albania     | 9.10  |
| 13   | Georgia     | 9.89  | Romania     | 9.70  |
| 14   | Israele     | 10.67 | Macedonia   | 9.75  |
| 15   | Albania     | 11.78 | Lettonia    | 9.90  |
| 16   | Macedonia   | 12.22 | Svizzera    | 10.65 |
| 17   | Lettonia    | 13.28 | Bulgaria    | 10.75 |

12 punti
| N. | A           | Da                                                           |
| -- | ----------- | ------------------------------------------------------------ |
| 7  | Azerbaigian | Bulgaria, Georgia, Grecia, Israele, Malta, Romania, Ungheria |
| 3  | Malta       | Azerbaigian, Macedonia, Norvegia                             |
| 3  | Norvegia    | Islanda, Lettonia, Spagna                                    |
| 2  | Islanda     | Finlandia, Germania                                          |
| 1  | Armenia     | Francia                                                      |
| 1  | Georgia     | Armenia                                                      |
| 1  | Grecia      | San Marino                                                   |
| 1  | Macedonia   | Albania                                                      |
| 1  | Ungheria    | Svizzera                                                     |

### Finale
La finale si è tenuta il 18 maggio 2013 alle 21:00 CEST; vi hanno gareggiato 26 paesi di cui:
- i primi 10 qualificati durante la prima semifinale;
- i primi 10 qualificati durante la seconda semifinale;
- i 5 finalisti di diritto, i cosiddetti Big Five, ovvero Francia, Germania, Italia, Regno Unito e Spagna;
- la Svezia, paese ospitante.

In seguito a un sorteggio, è stato stabilito che la Svezia, lo Stato organizzatore, si sarebbe esibito al 16º posto.
| N° | Stato       | Cantante                              | Canzone                | Punti | Posizione |
| -- | ----------- | ------------------------------------- | ---------------------- | ----- | --------- |
| 1  | Francia     | Amandine Bourgeois                    | L'enfer et moi         | 14    | 23        |
| 2  | Lituania    | Andrius Pojavis                       | Something              | 17    | 22        |
| 3  | Moldavia    | Aliona Moon                           | O mie                  | 71    | 11        |
| 4  | Finlandia   | Krista Siegfrids                      | Marry Me               | 13    | 24        |
| 5  | Spagna      | El Sueño de Morfeo                    | Contigo hasta el final | 8     | 25        |
| 6  | Belgio      | Roberto Bellarosa                     | Love Kills             | 71    | 12        |
| 7  | Estonia     | Birgit Õigemeel                       | Et uus saaks alguse    | 19    | 20        |
| 8  | Bielorussia | Alena Lanskaja                        | Solayoh                | 48    | 16        |
| 9  | Malta       | Gianluca Bezzina                      | Tomorrow               | 120   | 8         |
| 10 | Russia      | Dina Garipova                         | What If                | 174   | 5         |
| 11 | Germania    | Cascada                               | Glorious               | 18    | 21        |
| 12 | Armenia     | Dorians                               | Lonely Planet          | 41    | 18        |
| 13 | Paesi Bassi | Anouk                                 | Birds                  | 114   | 9         |
| 14 | Romania     | Cezar                                 | It's My Life           | 65    | 13        |
| 15 | Regno Unito | Bonnie Tyler                          | Believe in Me          | 23    | 19        |
| 16 | Svezia      | Robin Stjernberg                      | You                    | 62    | 14        |
| 17 | Ungheria    | ByeAlex                               | Kedvesem               | 84    | 10        |
| 18 | Danimarca   | Emmelie de Forest                     | Only Teardrops         | 281   | 1         |
| 19 | Islanda     | Eythor Ingi                           | Ég á líf               | 47    | 17        |
| 20 | Azerbaigian | Fərid Məmmədov                        | Hold Me                | 234   | 2         |
| 21 | Grecia      | Koza Mostra feat. Agathōnas Iakovidīs | Alcohol Is Free        | 152   | 6         |
| 22 | Ucraina     | Zlata Ohnjevič                        | Gravity                | 214   | 3         |
| 23 | Italia      | Marco Mengoni                         | L'essenziale           | 126   | 7         |
| 24 | Norvegia    | Margaret Berger                       | I Feed You My Love     | 191   | 4         |
| 25 | Georgia     | Nodi Tatishvili & Sophie Gelovani     | Waterfall              | 50    | 15        |
| 26 | Irlanda     | Ryan Dolan                            | Only Love Survives     | 5     | 26        |

| Pos. | Televoto    | Rank  | Giuria      | Rank  |
| ---- | ----------- | ----- | ----------- | ----- |
| 1    | Danimarca   | 4.97  | Danimarca   | 6.23  |
| 2    | Ucraina     | 5.66  | Azerbaigian | 7.77  |
| 3    | Azerbaigian | 5.86  | Svezia      | 8.05  |
| 4    | Grecia      | 6.00  | Norvegia    | 8.23  |
| 5    | Russia      | 6.84  | Moldavia    | 8.69  |
| 6    | Norvegia    | 7.14  | Ucraina     | 8.74  |
| 7    | Romania     | 7.49  | Paesi Bassi | 9.05  |
| 8    | Ungheria    | 8.19  | Italia      | 9.46  |
| 9    | Malta       | 10.97 | Malta       | 9.54  |
| 10   | Italia      | 11.70 | Russia      | 9.67  |
| 11   | Paesi Bassi | 11.70 | Belgio      | 9.92  |
| 12   | Islanda     | 13.05 | Francia     | 10.95 |
| 13   | Bielorussia | 14.11 | Georgia     | 12.10 |
| 14   | Irlanda     | 14.62 | Grecia      | 12.28 |
| 15   | Armenia     | 15.11 | Regno Unito | 12.46 |
| 16   | Germania    | 15.81 | Estonia     | 13.41 |
| 17   | Belgio      | 16.03 | Islanda     | 13.44 |
| 18   | Svezia      | 16.19 | Finlandia   | 13.77 |
| 19   | Moldavia    | 16.57 | Armenia     | 14.44 |
| 20   | Finlandia   | 16.68 | Germania    | 15.44 |
| 21   | Lituania    | 16.73 | Ungheria    | 15.59 |
| 22   | Regno Unito | 17.03 | Bielorussia | 16.15 |
| 23   | Georgia     | 17.08 | Irlanda     | 16.21 |
| 24   | Estonia     | 19.59 | Romania     | 17.82 |
| 25   | Francia     | 21.68 | Lituania    | 17.95 |
| 26   | Spagna      | 22.92 | Spagna      | 19.64 |

12 punti
| N. | A           | Da                                                                                         |
| -- | ----------- | ------------------------------------------------------------------------------------------ |
| 10 | Azerbaigian | Austria, Bulgaria, Georgia, Grecia, Israele, Lituania, Malta, Montenegro, Russia, Ungheria |
| 8  | Danimarca   | Francia, Irlanda, Islanda, Italia, Macedonia, Serbia, Slovenia, Regno Unito                |
| 5  | Ucraina     | Armenia, Azerbaigian, Bielorussia, Croazia, Moldavia                                       |
| 3  | Italia      | Albania, Spagna, Svizzera                                                                  |
| 3  | Norvegia    | Danimarca, Finlandia, Svezia                                                               |
| 2  | Grecia      | Cipro, San Marino                                                                          |
| 2  | Russia      | Estonia, Lettonia                                                                          |
| 1  | Belgio      | Paesi Bassi                                                                                |
| 1  | Bielorussia | Ucraina                                                                                    |
| 1  | Moldavia    | Romania                                                                                    |
| 1  | Paesi Bassi | Belgio                                                                                     |
| 1  | Svezia      | Norvegia                                                                                   |
| 1  | Ungheria    | Germania                                                                                   |

### Marcel Bezençon Awards
I vincitori dei Marcel Bezençon Awards sono stati:
- Press Award:  Georgia
- Artistic Award:  Azerbaigian
- Composer Award:  Svezia

## OGAE 2013
L'OGAE 2013 è una classifica fatta da gruppi dell'OGAE, un'organizzazione internazionale che consiste in un network di oltre 40 fan club del Contest di vari Paesi europei e non. Come ogni anno, i membri dell'OGAE hanno avuto l'opportunità di votare per la loro canzone preferita prima della gara e i risultati sono stati pubblicati sul sito web dell'organizzazione.
| Posizione | Paese      | Cantante          | Canzone*           | Punti |
| --------- | ---------- | ----------------- | ------------------ | ----- |
| 1         | Danimarca  | Emmelie de Forest | Only Teardrops     | 374   |
| 2         | San Marino | Valentina Monetta | Crisalide (Vola)   | 282   |
| 3         | Norvegia   | Margaret Berger   | I Feed You My Love | 269   |
| 4         | Germania   | Cascada           | Glorious           | 195   |
| 5         | Italia     | Marco Mengoni     | L'essenziale       | 177   |

*La tabella raffigura il voto finale di 39 OGAE club.

### Giurie
Di seguito le giurie nazionali che hanno espresso il 50% del voto finale del loro paese (in grassetto, dove noti, i presidenti):
- Danimarca: Jørgen de Mylius, Soluna Samay, Chief 1, Kaya Brüel e Jimmy Colding.[106]
- Finlandia: Patric Sarin, Sana Mustonen, Susanna Laine, Mikael Saari e Kyösti Salokorpi.[107]
- Germania: Lena Meyer-Landrut, Tim Bendzko, Carolin Niemczyk, Florian Silbereisen e Alina Süggeler.[108]
- Italia: Paolo Giordano, Fabrizio Basso, Luigi Bolognini, Luca Dondoni e Gianni Sibilla.[109]
- Moldavia: Liviu Ştirbu, Adrian Beldiman, Vitalie Rotaru, Larisa Zubcu e Vlad Mircos.[110]
- Norvegia: Suzanne Sumbundu, Henning Solvang, Martine Marbel Furulund, Simone Eriksrud e Harald Sommerstad.[111]
- Paesi Bassi: Carlo Boszhard, Kim-Lian van der Meij, Nancy Coolen, Jeroen Nieuwenhuize e André de Raaff.[112][113]
- Regno Unito: Tony Blackburn, Melissa James, Tony Hatch, Rita Campbell e Natalie McQueen.[114]
- San Marino: Massimiliano Messieri, Fabio Guidi, Viola Conti, Monica Moroni, Boris Casadei.[115]
- Slovenia: Katja Koren, Urša Vlašič, Darja Švajger, Aleš Vovk - Raay e Dušan Hren.[116]
- Svezia: Ralf Gyllenhammar, Erik Rapp, Daniel Breitholtz, Karin Gunnarsson e Monica Starck.[117]
- Ungheria: Fecó Balázs, Erzsébet Jeney, Áron Kiss, Viktor Rakonczai e Magdi Rúzsa.[118]

## Stati non partecipanti
- Andorra: Il Primo Ministro di Andorra, Antoni Martí ha annunciato, dopo un convegno con l'UER, nel mese di giugno del 2012 che il Paese non parteciperà per motivi economici ma non abbandonerà l'UER, come invece precedentemente annunciato[119]; la non partecipazione è confermata il 24 settembre dello stesso anno da Francesc Robert[120].
- Bosnia ed Erzegovina: Il 14 dicembre 2012 la BHRT ha annunciato che il Paese si ritira a causa di difficoltà finanziarie[121]; la RTRS ha però espresso l'intenzione di subentrare alla BHRT nella partecipazione del Paese[122], mentre FaceTV ed il gruppo Zetra si sono offerti di pagare per intero la quota di partecipazione del Paese di 25.000 euro[123]. Il gruppo BHRT ha declinato tutte le offerte, confermando l'assenza[124].
- Liechtenstein: Il 17 settembre 2012 1 FL TV annuncia che il Paese non debutterà nella competizione in questa edizione.[125]
- Lussemburgo: RTL Télé Lëtzebuerg ha annunciato il 13 settembre 2012 che non parteciperà a causa di problemi economici e di manodopera.[126]
- Marocco: il 20 settembre 2012 la televisione marocchina SNRT ha ufficialmente annunciato che il Marocco non tornerà nella competizione.[127]
- Principato di Monaco: TMC ha annunciato il 24 settembre 2012 di non partecipare, non fornendo motivazioni per la decisione[128]
- Polonia: Il 22 novembre 2012 TVP, dopo una lunga analisi, ha scelto di non partecipare anche nel 2013[129].
- Portogallo: Il 22 novembre 2012[130] la RTP ha annunciato di non partecipare in questa edizione.[131]
- Repubblica Ceca: ČT ha annunciato il 18 settembre 2012 la non partecipazione.[132]
- Slovacchia: Il 4 dicembre 2012 STV ha annunciato ufficialmente che la Slovacchia non parteciperà; il motivo del ritiro non è stato reso noto.[133]
- Turchia: Il 14 dicembre 2012 il direttore generale della TRT ha annunciato, tramite il sito ufficiale dell'emittente, che il Paese si ritira.[134]

### Trasmissione dell'evento e commentatori
- Australia: Il programma è stato trasmesso dalla SBS in differita (la prima semifinale venerdì 17 maggio alle 20:30 ora locale, la seconda sabato 18 maggio alle 19:30 ora locale e la finale domenica 19 maggio alle 19:30 ora locale[135]) e commentato da Julia Zemiro e Sam Pang.[136]
- Austria: Tutte le serate dell'evento sono state trasmesse da ORF eins e commentate da Andi Knoll.[137]
- Belgio: L'evento è stato commentato in francese da Jean-Louis Lahaye e Maureen Louys[138] ed in olandese da André Vermeulen e Tom De Cock[139]
- Bielorussia: L'evento è stato trasmesso dalle emittenti Belarus 1 e Belarus 24 e commentato da Evgeny Perlin.[140]
- Bosnia ed Erzegovina: Entrambe le semifinali e la finale sono state trasmesse da BHT 1 e BH Radio 1.[124]
- Cipro: Tutte le serate sono state trasmesse da RIKENA, RIKSAT, RIK HD e dal sito Internet ufficiale dell'emittente, con commento di Melina Karageorgiou.[141]
- Croazia: Entrambe le semifinali sono state trasmesse da HRT 2, mentre la finale è stata trasmessa da HRT 1.[142]
- Danimarca: L'evento è stato commentato da Ole Tøpholm.[143]
- Finlandia: L'evento è stato commentato da Aino Töllinen e Juuso Mäkilähde.[144]
- Francia: La prima semifinale non è stata trasmessa[145], la seconda semifinale è stata trasmessa da France Ô, mentre la finale è stata trasmessa da France 3.[42]
- Germania: L'evento è stato trasmesso dal gruppo ARD con il commento di Peter Urban.[146]
- Irlanda: L'evento è stato commentato da Marty Whelan[147]
- Islanda: L'evento è stato trasmesso da RÚV, con il commento di Felix Bergsson[148]
- Italia: Come nelle due scorse edizioni, il programma è stato trasmesso da Rai 5 (semifinale con diritto di voto, commento di Federica Gentile) e Rai 2 (finale, commento di Marco Ardemagni e Filippo Solibello)[149]; le novità dell'edizione 2013 sono state la trasmissione della finale del 18 maggio in alta definizione nativa e Dolby Digital su Rai HD[150] e la presenza al commento di Natascha Lusenti (non presente nella precedente edizione).[151]
- Portogallo: Pur se lo Stato si è ritirato, l'evento è stato trasmesso[152].
- Regno Unito: Le semifinali sono state entrambe trasmesse su BBC Three, con commento di Scott Mills e della cantante dei Scissor Sisters Ana Matronic, mentre la finale è stata trasmessa su BBC One e BBC One HD, con commento di Graham Norton. Tutti e tre gli eventi sono stati trasmessi anche su BBC Radio 2, con commento di Ken Bruce.[153][154]
- San Marino: La tre serate sono state trasmesse su SMTV San Marino (via etere, satellite e streaming su Internet[155]) e su Radio San Marino[155] con commento di Lia Fiorio e Gigi Restivo.[156]
- Spagna: La RTVE ha trasmesso la seconda semifinale e la finale, ma non la prima semifinale.[157]
- Svezia L'evento è stato commentato da Josefine Sundström.[158]
- Svizzera La seconda semifinale è stata trasmessa in italiano su RSI LA2, mentre la finale è stata trasmessa su RSI LA1, con commento di Alessandro Bertoglio[159], entrambe le semifinali sono state trasmesse in tedesco su SRF zwei, mentre la finale è stata trasmessa su SRF 1[160], infine la seconda semifinale e la finale sono state trasmesse in francese su RTS Deux con commento di Jean-Marc Richard e Nicolas Tanner.[senza fonte]

### Portavoce
Di seguito è riportato l'ordine dei portavoce che hanno dato il voto per i rispettivi Paesi durante la serata finale del 18 maggio, determinato da un'estrazione tenutasi dopo la finale per le giurie.
1. San Marino - John Kennedy O'Connor
2. Svezia - Yohio
3. Albania - Andri Xhahu
4. Paesi Bassi – Cornald Maas
5. Austria – Katharina Bellowitsch
6. Regno Unito – Scott Mills
7. Israele - Ofer Nachshon
8. Serbia - Maja Nikolić
9. Ucraina - Matias
10. Ungheria - Eva Nomodomszky
11. Romania - Sonia Argint
12. Moldavia - Olivia Furtuna
13. Azerbaigian - Tamilla Şirinova
14. Norvegia - Tooji
15. Armenia - Andrè
16. Italia - Federica Gentile
17. Finlandia - Kathrina Wheeler
18. Spagna - Ines Paz
19. Bielorussia - Dar″ja Domračava
20. Lettonia – Anmary
21. Bulgaria - Joanna Dragneva
22. Belgio – Barbara Louys
23. Russia - Alsou
24. Malta - Emma Hickey
25. Estonia - Rolf Rooslau
26. Germania - Lena Meyer-Landrut
27. Islanda - Maria Sigrun Hilmarsdottir
28. Francia – Marine Vignes
29. Grecia - Andriana Maggania
30. Irlanda - Nicky Byrne
31. Danimarca – Sofie Lassen-Kahlke
32. Montenegro - Ivana Sebek
33. Slovenia - Andrea F
34. Georgia - Liza Tziklauri
35. Macedonia - Dimitar Atanasovski
36. Cipro - Loukas Hamatsos
37. Croazia - Ursula Tolj
38. Svizzera - Melanie Freymond
39. Lituania - Ignas Krupavicius

## Controversie
- Albania: Il brano è stato accusato di essere un plagio del brano Plavi safir di Momčilo Bajagić e sono scattate indagini interne da parte di RTSH ed UER[162] e la tv di Stato albanese è giunta alla conclusione che il brano non è un plagio; l'UER non ha posto opposizione e non sono giunte denunce di plagio in merito.[163]
- Azerbaigian: Il sito 15min.lt ha effettuato un'inchiesta giornalistica sulla base di una segnalazione di due studenti contattati per essere pagati per votare per il Paese; vi sono voci sull'inizio di indagini di polizia in seguito a quest'inchiesta, non confermate ufficialmente[164] e l'UER ha diramato un comunicato stampa nel quale conferma di occuparsi del caso e che prenderà provvedimenti contro Ictimai Tv se dovesse essere confermato un suo coinvolgimento.[165] Il presidente della Repubblica ha ordinato un nuovo conteggio dei voti a causa della mancata assegnazione di punti alla Russia;[166] l'UER ha risposto che il voto è regolare, in quanto controllato più volte prima di essere annunciato, ed invita il Paese a mantenere la politica fuori dalla manifestazione.[165]
- Danimarca: I costumi di scena dei musicisti di Emmelie de Forest usati nella finale del Dansk Melodi Grand Prix sono stati sostituiti a causa della somiglianza degli stessi con le uniformi usate dalle SS.[167]; inoltre, la tv di Stato dei Paesi Bassi NOS ha segnalato che il brano sarebbe un plagio del brano I surrender dei K-Otic, accuse respinte da Sietse Bakker, membro dell'UER, che ha invitato il gruppo che ha subito il presunto plagio ad effettuare un'azione legale per dirimere la vicenda.[168]
- Germania: Il brano dei Cascada è stato sospettato di essere un plagio del brano Euphoria di Loreen; una commissione della NDR, televisione organizzatrice della selezione, ha indagato per stabilire se i sospetti fossero fondati o meno[169], respingendo alla fine le ipotesi di plagio.[170] L'autore del brano di Loreen, Thomas G:son, ha affermato che per lui non si tratta di plagio.[171]
- Islanda: Il brano vincitore è sospettato di essere un plagio del brano I am cow dei The Arrogant Worms; non è arrivata nessuna risposta ufficiale da parte di RUV ed UER.[172]
- Malta: Il sito ufficiale della manifestazione, eurovision.tv, ha pubblicato erroneamente prima del termine del televoto nella selezione nazionale maltese Amber come vincente, rimuovendo la notizia pochi minuti dopo, scusandosi; a seguito di ciò, il collaboratore del sito responsabile dell'errore ha rassegnato le dimissioni.[173] Il brano vincente è stato accusato di plagio[174] ma la PBS ha smentito ciò, affermando che nonostante siano stati usati i medesimi strumenti musicali, il brano di Bezzina è diverso da quello sospettato di essere stato plagiato.[173]
- Moldavia: La delegazione non ha tenuto alcuna conferenza stampa dopo le prove generali effettuate l'11 maggio 2013 senza avere l'autorizzazione dell'UER.[175]
- Paesi Bassi: Due membri della giuria sono stati rimossi dopo che i loro nomi sono stati rivelati in un programma radiofonico della seconda radio di Stato.[176]
- Russia: Il sito 15min.lt ha effettuato un'inchiesta giornalistica sulla base di una segnalazione di due studenti contattati per essere pagati per votare l'Azerbaigian e durante la stessa sia emerso come il sistema sia usato anche dalla Russia; vi sono voci sull'inizio di indagini di polizia in seguito a quest'inchiesta, non confermate ufficialmente[164] e l'UER ha diramato un comunicato stampa nel quale conferma di occuparsi del caso e che prenderà provvedimenti contro Pervyj kanal se dovesse essere confermato un suo coinvolgimento.[165]
- Svizzera: Su esplicita richiesta di parere fatta dalla SRF all'UER, il comitato organizzatore ha chiesto agli Heilsarmee di presentarsi all'Eurovision Song Contest con un nome diverso e senza le divise dell'associazione per cui operano; in caso non avessero ottemperato alle richieste entro gennaio 2013, sarebbero stati sostituiti con i Carrousel, secondi classificati nella finale nazionale svizzera.[177] A seguito di questo avvertimento, il gruppo ha deciso di cambiare il nome e le divise.[178]
- Turchia: Il Paese, che non ha partecipato in questa edizione, ha deciso di non trasmettere la serata finale, di cui era prevista la trasmissione, ufficialmente per basso indice di ascolto, ma secondo organizzazioni attiviste per i diritti degli omosessuali a causa del bacio saffico presente alla fine dell'esibizione della Finlandia.[179]
- Le investigazioni effettuate dall'UER hanno confermato che c'è stato un tentativo di falsare le votazioni, ma che esso non è andato in porto in quanto il sistema di conteggio elettronico dei voti ha escluso automaticamente quelli considerati irregolari.[180]